# Francesco Generini

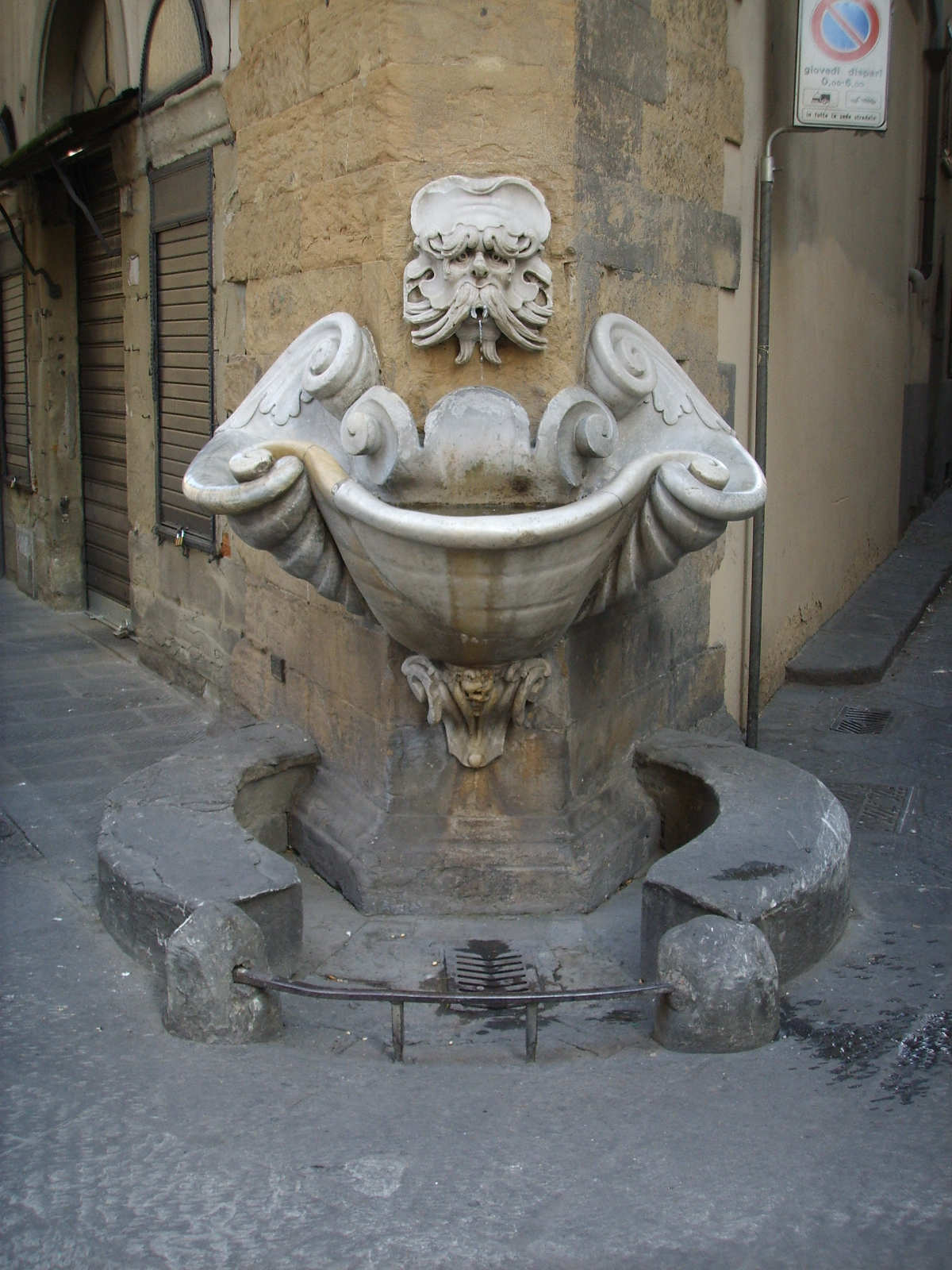
La fontana dello Sprone a Firenze

Francesco Generini (Firenze, 1593 – Firenze, 1663) è stato uno scultore e ingegnere italiano.

## Biografia
Allievo di Pietro Tacca, fu al servizio di Ferdinando II de' Medici come meccanico e idraulico, ad esempio nell'impresa della costruzione di un acquedotto per Firenze nel 1638-1639, a conclusione del quale venne installata la nota fontana dello Sprone che, come ha chiarito Galante, venne scolpita proprio dal Generini, e non da Bernardo Buontalenti nel 1608, come tradizionalmente riferito. 
Fu inoltre costruttore di strumenti ottici, come il cannocchiale montato su un goniometro e munito di reticolo, per precise misurazioni trigonometriche.
Per il resto, rimane una figura ancora poco studiata, di cui va implementato un catalogo di opere.